# Allium aflatunense
Allium aflatunense es una especie herbácea,  bulbosa y  perenne perteneciente a la subfamilia de las alióideas dentro de las amarilidáceas. Es nativa de Asia central y se utiliza comúnmente como planta ornamental.

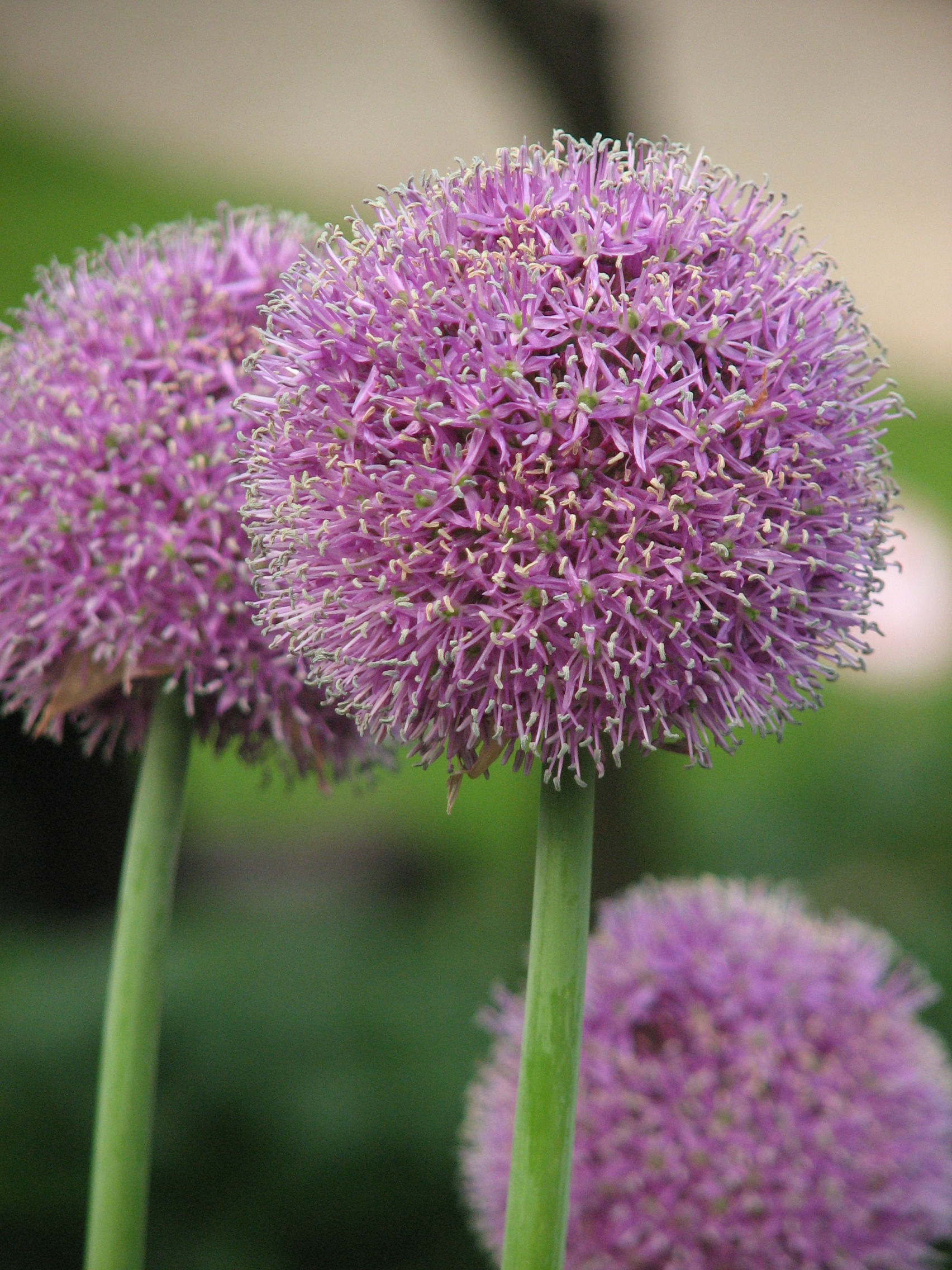
Inflorescencia

## Descripción
Esta especie es una de las denominadas cebollas ornamentales. Produce  una roseta basal de hojas desde donde nace un escapo hueco que sostiene una inflorescencia globular en forma de umbela con diminutas flores de color púrpura.

## Taxonomía
Allium aflatunense fue descrita por Borís Fédchenko  y publicado en Bull. Herb. Boissier II, 4: 917 1904.
Etimología
Allium: nombre genérico muy antiguo. Las plantas de este género eran conocidos tanto por los romanos como por los griegos. Sin embargo, parece que el término tiene un origen celta y significa "quemar", en referencia al fuerte olor acre de la planta. Uno de los primeros en utilizar este nombre para fines botánicos fue el naturalista francés Joseph Pitton de Tournefort (1656-1708).
aflatunense: epíteto

## Biografía
- Hessayon, D.G. The Bulb Expert. Transworld Publishers Ltd. Londres, 1999.
- Rosella Rossi. 1990. Guía de Bulbos. Grijalbo. Barcelona
- Phillips, R. & Rix, M. 1989. Bulbs. Pan Books Ltd.
- Taylor, P. 1996. Gardening with Bulbs. Pavillion Books Ltd., Londres.
- Hartmann, H. & Kester, D. 1987. Propagación de plantas, principios y prácticas. Compañía Editorial Continental S.A., México. ISBN 968-26-0789-2